# Nadine Gordimer

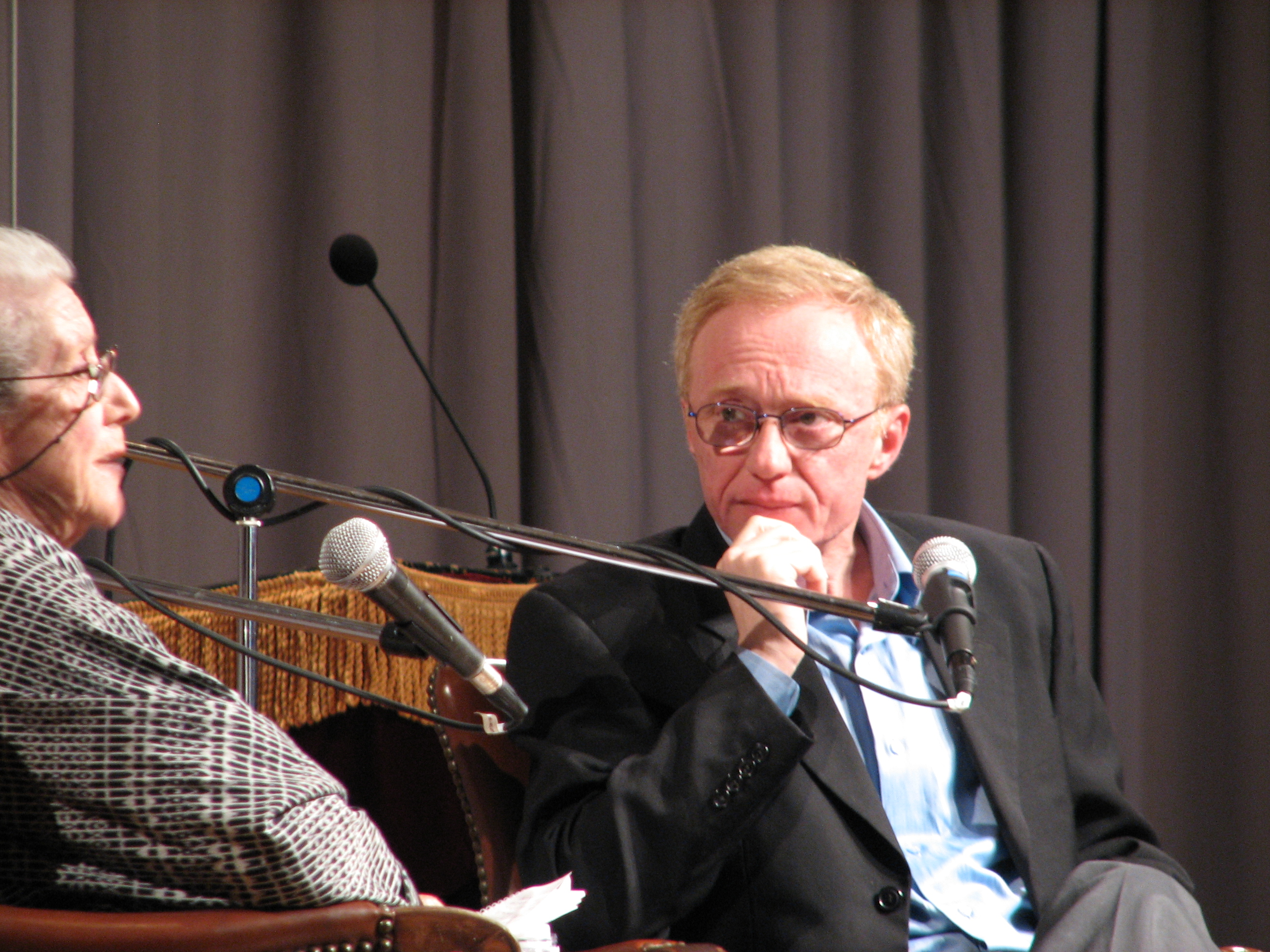
Nadine Gordimer, David Grossman

Nadine Gordimer (n. 20 noiembrie 1923, Springs, Gauteng, Africa de Sud – d. 13 iulie 2014, Johannesburg, Africa de Sud) a fost una din cele mai cunoscute scriitoare din Africa de Sud.
Nadine Gordimer s-a născut într-o familie de emigranți evrei săraci. Ea a început să scrie foarte devreme și prima ei carte s-a publicat când avea 14 ani.
În 1974, Nadine Gordimer primește premiul Booker Prize, iar în 1991 este laureată a Premiului Nobel pentru Literatură.
Una dintre cele mai cunoscute maxime ale sale este: "Adevărul nu e întotdeauna frumos însă căutarea sa, este."

## Romane
- Zile mincinoase (romanul ei de debut) (The Lying Days, 1953)
- O lume de străini (A World of Strangers, 1958)
- (Occasion for Loving, 1963)
- (The Late Bourgeois World, 1966)
- Un oaspete de onoare (A Guest of Honour, 1970)
- Ecologistul, distins cu Premiul Booker (The Conservationist, 1974)
- Fiica lui Burger (Burger's Daughter, 1979)
- Oamenii lui Julie (July's People, 1981)
- (A Sport of Nature, 1987)
- Povestea fiului meu (My Son's Story, 1990)
- Nimeni care să mă însoțeasca (None to Accompany Me, 1994)
- Arma din casa (The House Gun, 1998)
- La agățat (The Pickup, 2001)
- Prețul vieții (Get a Life, 2005)

### Cărți traduse în limba română
- La agățat, 2005, Editura All
- Prețul vieții, 2009, Editura All
- Nimeni alături de mine, 2012, Editura ART, București

## Legături externe
- Nadine Gordimer:"Adevarul nu e intotdeauna frumos insa cautarea sa, este." Arhivat în 25 februarie 2014, la Wayback Machine., 18 februarie 2014, Bună Ziua Iași
- A murit Nadine Gordimer, laureată a Premiului Nobel pentru Literatură. Scriitoarea avea 90 de ani, 14 iulie 2014, Ioana Tomescu, Evenimentul zilei
- Crezul scriitoarei Nadine Gordimer, distinsă cu Nobel: „Adevărul nu e întotdeauna frumos, însă căutarea sa este". Autoarea a murit la 90 de ani, 16 iulie 2014, Ionela Roșu, Adevărul